# 哈斯本·金梅爾
哈斯本·愛德華·金梅爾（Husband Edward Kimmel，1882年2月26日—1968年5月14日），又譯赫斯本德·金梅尔或金默爾，曾是一位美國海軍四星上將，在1941年日軍襲擊珍珠港當時為太平洋艦隊司令。他因為此次事件而從司令大位上退下，并以少將的階級退役。金梅爾被免一事在後來成為長期受到爭論的議題，各方對於他的遭遇與其在珍珠港事件中所負的責任相比是否公平，同樣也意見不一。

## 生涯

### 早年
金梅爾於1882年2月26日出生於肯塔基州的亨德森，父親曼寧·金梅爾（Manning Marius Kimmel，1832年－1916年）是陸軍少校及南北戰爭時期的南軍退伍老兵，母親是西貝拉·藍伯特·金梅爾（Sibella "Sibbie" Lambert Kimmel）。 
1904年，金梅爾從馬里蘭州安那波利斯的美國海軍學院畢業，他後來在珍珠港事件中的對手——山本五十六正巧亦於該年從日本的海軍官校畢業。在升為將軍之前，金梅爾曾在多艘戰艦上服役、當過兩支驅逐艦戰隊隊長、驅逐艦分隊隊長及紐約號戰艦（BB-34）艦長，之後在陸岸單位中擔任過數個參謀官職位，也到華府的美國海軍部內任職，並在美國海軍戰爭學院完成進修。1937年升為少將後，曾經以巡洋艦第7戰隊隊長的身分率領船隊赴南美洲進行外交敦睦任務，1939年成為巡洋艦戰鬥部隊司令（Commander of Cruisers, Battle Force）。
1941年年初起，金梅爾從少將直接晉升為美國太平洋艦隊的上將司令，以接替被解職的原任司令詹姆士·瑞查生上將。金梅爾在任內以注重細節著稱，有時甚至不惜為此捨棄更大的計畫。

### 珍珠港事件及之後
在金梅爾上任之前的1940年5月時，整個艦隊的母港從以往在加州的聖地牙哥海軍基地遷移到珍珠港。1941年2月18日，金梅爾致信給美國海軍作戰部長：
我認為珍珠港存在著被（潛艦、飛機或海空聯合行動）奇襲的可能性，而我們正在立即採取實際措施，來使遭受的損害最小化、並確保攻擊者會付出代價。[註1]
之後，日本帝國海軍果然於同年12月7日出動艦隊與飛機對珍珠港的軍事設施發起猛攻，並導致2,402名美軍士兵喪生。當時是海軍中校情報官的艾德溫·萊頓講述了攻擊發生時的光景：
金梅爾站在他位於潛艇基地內的辦公室窗邊，下巴因惱火而收的死緊。當他看著這場災難以盛怒之勢席捲整個港口時，一枚發射過的點50口徑機槍子彈打穿了玻璃、掠過他身上才掉落地板。這粒子彈劃破了他的白色軍裝，並在衣服的胸口部位留下擦痕。「若能被這子彈一槍打死，對我也算慈悲了。」金梅爾對自己的通訊官莫里斯·「德國」·柯茲中校喃喃念道。[註2]:315
金梅爾於珍珠港遇襲的十天後遭到解職，當時他正在積極策劃與執行一項報復性行動，包括援助被日軍攻打的威克島、加強其上的建設，這可能提早展開美日兩國艦隊之間的衝突。之後，由美國最高法院大法官歐文·羅伯茨主持的「羅伯茨委員會」在總統富蘭克林·羅斯福的委派下，開始對珍珠港事件進行調查，之後該委員會認定兩位人士——即金梅爾海軍上將與夏威夷軍區（Hawaiian Department）司令沃爾特·蕭特陸軍中將——在此事件中的錯誤判斷和玩忽職守導致了日軍的攻擊行動。金梅爾在數場聽證會中替自己的決策辯護，並聲明當時許多重要的資訊都沒到自己手邊。12月17日，金梅爾被解除太平洋艦隊司令的職務，威廉·培伊中將在新任司令尼米兹到来之前短暂代理了司令，并於12月23日取消了對威克島的救援行動，該島不久後就被日軍拿下。
到了1942年，金梅爾從海軍退役，並在戰爭結束後赴費德里克·R·哈利斯公司（Frederic R. Harris, Inc.）工作，1968年5月14日時在康乃狄克州的格羅頓過世。

## 逝後名譽與評價
1994年，金梅爾的家庭，包括金梅尔的孙子，在南卡羅來納州擔任廣播員的曼寧·金梅爾四世（Manning Kimmel IV）等人，第三度要求恢復金梅爾的四星上將军衔，但總統柯林頓如同之前的尼克森和雷根一樣，駁回了該請求。之後美國國防部在1995年的一份研究中顯示，當年更高層的華府官員群同樣對珍珠港的重挫負有責任，但依然未確定金梅爾的免責。1999年5月29日，美國參議院以52比47通過了一項非強制性決議，要還金梅爾和肖特兩位將領的清白、並請求總統恢復兩人原本的軍階，而該議案的其中一位倡議者，共和黨籍南卡州參議員斯特羅姆·瑟蒙德還將金梅尔和沃尔特·萧特並稱為「珍珠港事件的最後兩位受害者」，然而柯林頓和其後的小布希仍沒付諸行動。之後，在2000年的一次參議院調查中，宣布免除金梅爾的指揮所需負起的責任。

### 對金梅爾在珍珠港事件中作為的評論
大多數歷史學者同意美軍在珍珠港事件時，各級部隊都未作好準備，因此在戰備程度、訓練及裝備方面較強的日本海軍攻勢之下，蒙受了丟臉的慘敗。然而，金梅爾究竟對太平洋艦隊準備不周的窘境負有多大程度的責任，卻一直是爭議所在之處。有些人士，例如擔任過潛艦艦長的退役上校小愛德華·比奇在1995年出版的《代罪羔羊——替珍珠港事件中的金梅爾和蕭特辯護》（Scapegoats -- A Defense of Kimmel and Short at Pearl Harbor）一書中，斷定金梅爾與蕭特兩位將軍是幫華府的上級做了替死鬼。而當年「羅伯茨委員會」對於金、蕭兩人「忽視日本威脅而招致慘劇」的觀點，也在多年後遭到了其他來自歷史界和軍界人士的抨擊。
事變當時金梅爾的首席情報官艾德溫·萊頓（同時也是最了解金梅爾為人的軍官之一），在自己1985年的著作《我也在現場：珍珠港與中途島大解密》（And I Was There: Pearl Harbor and Midway—Breaking the Secrets）中質疑金梅爾當時根本未被提供全面的資訊，並且他已經將有限的偵察資源作了適當的應用。
另一方面，金梅爾的批評者則指出他（在珍珠港事件十天前的1941年11月27日）開始著手進行艦隊的「防禦部署」。由於金梅爾認為最大的威脅是來自敵軍破壞，遂將大部分的艦艇集中到港內，而未派出去進行警戒。當金梅爾的情報部隊失去對日本海軍航空母艦行蹤的掌握之後，他也未下令實施海上或空中的長程巡邏以確定敵軍的位置。除此之外，論者亦批評他身為海軍指揮官，卻未與掌管夏威夷眾基地陸上防務的蕭特中將達成工作方面的密切配合。 
最後，史學家們逐漸趨向抱持一個看法：就算金梅爾實施了不一樣的措施，美軍依然會在日軍奇襲下遭受巨大損失。於珍珠港事件爆發三週後接任太平洋艦隊司令職位的切斯特·威廉·尼米兹海軍上將在1964年的一次訪談中表示：「12月7日當天我軍艦隊留在珍珠港內，是上帝的恩惠。」若金梅爾「獲悉日本人即將殺到門口，他最有可能的應對方式就是予以攔截。由於美軍戰艦的航速不如日本船艦快，所以大概也無法使日艦落入自己的射程。這樣的結果，就是我們會在深水的外海損失眾多的艦艇，殉職人數也會再增加個數千」。相較於此種狀況，珍珠港被炸後，港內受到攻擊的人員能夠比較快獲得營救，而且還有六艘戰艦在事後依然得以修復。事發當時在夏威夷HYPO情報站擔任站長的約瑟夫·羅切福特也如此估計，並評論說珍珠港付出的代價已算不上高昂了。
具有美國海軍服役背景的作家羅伯特·斯汀涅特，則於他出版於2001年的《謊言之日》平裝版中提出了陰謀論的觀點，認為羅斯福總統希望珍珠港的遇襲能讓公眾轉而支持美國參戰，並說金梅爾和蕭特遭到了刻意隱瞞。斯汀涅特主張羅斯福與其他一些人知道日本有意攻擊珍珠港，知情程度甚至詳細到攻擊發起日和時段，並表示上級不但給金梅爾下達了欺瞞命令，還不讓他接觸到（美國戰爭部對日本威脅活動的相關機密檔案）之類的情資，以使他對詳情一無所知。但斯汀涅特的論點也被很多史學家否定。

## 家庭
金梅爾於1912年與托马斯·金凯德（後亦為海軍上將）的妹妹多蘿西·金凱德（Dorothy Kinkaid，1890年－1975年）結婚，育有兩子曼寧·金梅爾與托馬斯·金梅爾，前者在擔任刺蓋魚號潛艇艇長任內的1944年7月時，因為於菲律賓的巴拉望附近被敵軍擊沉而殉職，當時階級少校。

## 相關作品
金梅爾一角在1965年電影《》內由法蘭奇·湯恩演出，劇中的他是一位局勢不利下的受害者。1970年電影則對金梅爾抱持了同情的觀點，飾演金梅爾的演員馬丁·鮑爾薩姆將他詮釋為一位在事發時被惡劣通訊所困的能幹指揮官。2001年好萊塢動作片《珍珠港》則選中加拿大演員科姆·費爾來擔當金梅爾的角色，他在該片裡洞察了日本對珍珠港的意圖，也對於海軍高層「重大西洋而輕太平洋」的作法不以為然。